# Бондар Олександр Борисович
Олекса́ндр Бори́сович Бо́ндар (нар. 16 листопада 1974 року, м. Вознесенськ, Миколаївська область — пом. 3 серпня 2015 року, м. Рубіжне, Луганська область) — сержант Збройних сил України, учасник російсько-української війни.

## Життєпис
Закінчив середню школу № 2 міста Вознесенська. Після проходження строкової служби працював на сирзаводі. У серпні 2014 року мобілізований як доброволець і зарахований до 95-ї окремої аеромобільної бригади. Учасник антитерористичної операції на сході України.
Помер від серцевого нападу в селі Рубіжне Добропільського району Донецької області.
6 серпня 2015 року похований на Центральному кладовищі у Вознесенську. Залишилися дружина та донька.

## Нагороди
За особисту мужність і високий професіоналізм, виявлені у захисті державного суверенітету та територіальної цілісності України, вірність військовій присязі, відзначений — нагороджений
- орденом «За мужність» III ступеня (31.7.2015)[3].
- 19 квітня 2019 року рішенням Вознесенської міської ради разом з іншими вознесенцями, що загинули в АТО, удостоєний звання Почесного громадянина міста Вознесенська[4].